# Baltasar Kormákur
Baltasar Kormákur Samper (Reikiavik, 27 de febrero de 1966) es un actor, director y productor de cine y teatro islandés. Es conocido en el mundo del cine por algunas de sus películas como 101 Reykjavík, El mar o A Little Trip to Heaven.

## Vida y carrera
Kormákur nació en Reykjavík, Islandia. Su padre es el pintor español Baltasar Samper. Su hijo es el actor Baltasar Breki Samper.
Su película Mýrin (en islandés, El pantano), internacionalmente conocida en inglés por los títulos Jar City y Tainted Blood, consiguió el Globo de Cristal en el Festival Internacional de Cine de Karlovy Vary en 2007. En diciembre de 2011, se anunció la producción de una película de drama Rocketman con Baltasar Kormákur y Dagur Kári estaba a cargo de dirigir la película. Su película de 2012 The Deep fue seleccionada como la candidata islandesa para el Oscar a la Mejor Lengua Extranjera en la 85.ª entrega de los Premios de la Academia. En enero de 2013, se anunció nuevamente que la película sería producida por Kormákur con su compañera Agnes Johansen. Nimbus Film de Dinamarca coproduciría la película. La producción de la película comenzó en febrero y se filmó hasta finales de 2013, con un estreno previsto para 2015. En febrero de 2015, se anunció que su próxima película sería el thriller policial Medidas extremas, que se basa en un guion del actor Ólafur Egilsson, que fue estrenada en 2016.
En 2020, Kormakur comenzó la producción de la serie de ciencia ficción Katla de Netflix.

## Filmografía

### Cine
| Año  | Título                  | Acreditación | Acreditación | Acreditación |
| Año  | Título                  | Director     | Productor    | Guionista    |
| ---- | ----------------------- | ------------ | ------------ | ------------ |
| 1996 | Go LazyTown             | Sí           | No           | Sí           |
| 2000 | 101 Reykjavík           | Sí           | Sí           | Sí           |
| 2002 | The Sea                 | Sí           | Sí           | Sí           |
| 2005 | A Little Trip to Heaven | Sí           | Sí           | Sí           |
| 2006 | Jar City                | Sí           | Sí           | Sí           |
| 2008 | White Night Wedding     | Sí           | Sí           | Sí           |
| 2010 | Inhale                  | Sí           | No           | No           |
| 2012 | Contraband              | Sí           | Sí           | No           |
| 2012 | The Deep                | Sí           | Sí           | Sí           |
| 2013 | 2 Guns                  | Sí           | No           | No           |
| 2015 | Everest                 | Sí           | Sí           | No           |
| 2016 | Eiðurinn                | Sí           | Sí           | Sí           |
| 2018 | A la deriva             | Sí           | Sí           | No           |
| 2022 | Beast                   | Sí           | Sí           | No           |
| 2024 | Snerting                | Sí           | Sí           | Sí           |

### Televisión
| Año       | Título            | Acreditación | Acreditación | Notas    |
| Año       | Título            | Director     | Productor    | Notas    |
| --------- | ----------------- | ------------ | ------------ | -------- |
| 2013      | Hulli             | No           | Ejecutivo    |          |
| 2013      | The Missionary    | Sí           | No           | TV movie |
| 2015–2019 | Ófærð (Atrapados) | Sí           | Sí           | Creator  |
| 2016      | The Mayor         | No           | Sí           |          |
| TBA       | Katla             |              |              |          |

### Como actor
| Year | Title                        | Role       | Notes      |
| ---- | ---------------------------- | ---------- | ---------- |
| 1992 | Wallpaper: Erotic Love Story | Lass       |            |
| 1992 | A Fairy of Our Time          |            | Short film |
| 1995 | Agnes                        | Natan      |            |
| 1996 | Dream Hunters                | Gunnar     |            |
| 1996 | Devil's Island               | Baddi      |            |
| 1999 | Split                        | Fridrik    |            |
| 2000 | Angels of the Universe       | Óli        |            |
| 2000 | 101 Reykjavík                | Þröstur    |            |
| 2001 | No Such Thing                | Dr. Artaud |            |
| 2001 | Me and Morrison              | Askildsen  |            |
| 2001 | Regina                       | Ivan       |            |
| 2003 | Stormy Weather               | Einar      |            |
| 2008 | Reykjavík-Rotterdam          | Kristófer  |            |
| 2016 | The Oath                     | Finnur     |            |